# Buddlejeae
Buddlejeae Bartl., 1830 è una tribù di piante angiosperme appartenenti alla famiglia delle Scrofulariacee.

## Etimologia
Il nome della tribù deriva dal suo genere tipo Buddleja L., 1753 il cui nome è stato dato in onore del pastore inglese Adam Buddle (1662 – 1715), medico e botanico per passione nonché rettore nell'Essex. Il primo ad usare tale nome fu il dottor William Houston  (1695 – 1733), medico e botanico scozzese, ma si è consolidato dopo che il naturalista svedese Linneo (1707 – 1778) lo usò (anche se storpiato) nei suoi cataloghi.
Il nome scientifico della tribù è stato definito dal botanico tedesco Friedrich Gottlieb Bartling (1798-1875) nella pubblicazione "Ordines Naturales Plantarum eorumque characteres et affinitates adjecta generum enum -172" del 1830.

## Descrizione

### Portamento
Il portamento delle specie di questa tribù è arbustivo o arboreo, raramente sono presente liane o erbe fruttescenti (Gomphostigma). Sono presenti piante ermafrodite o dioiche (alcune specie del genere Buddleja). Spesso l'indumento di alcune specie è grigiastro-tomentoso.

### Foglie

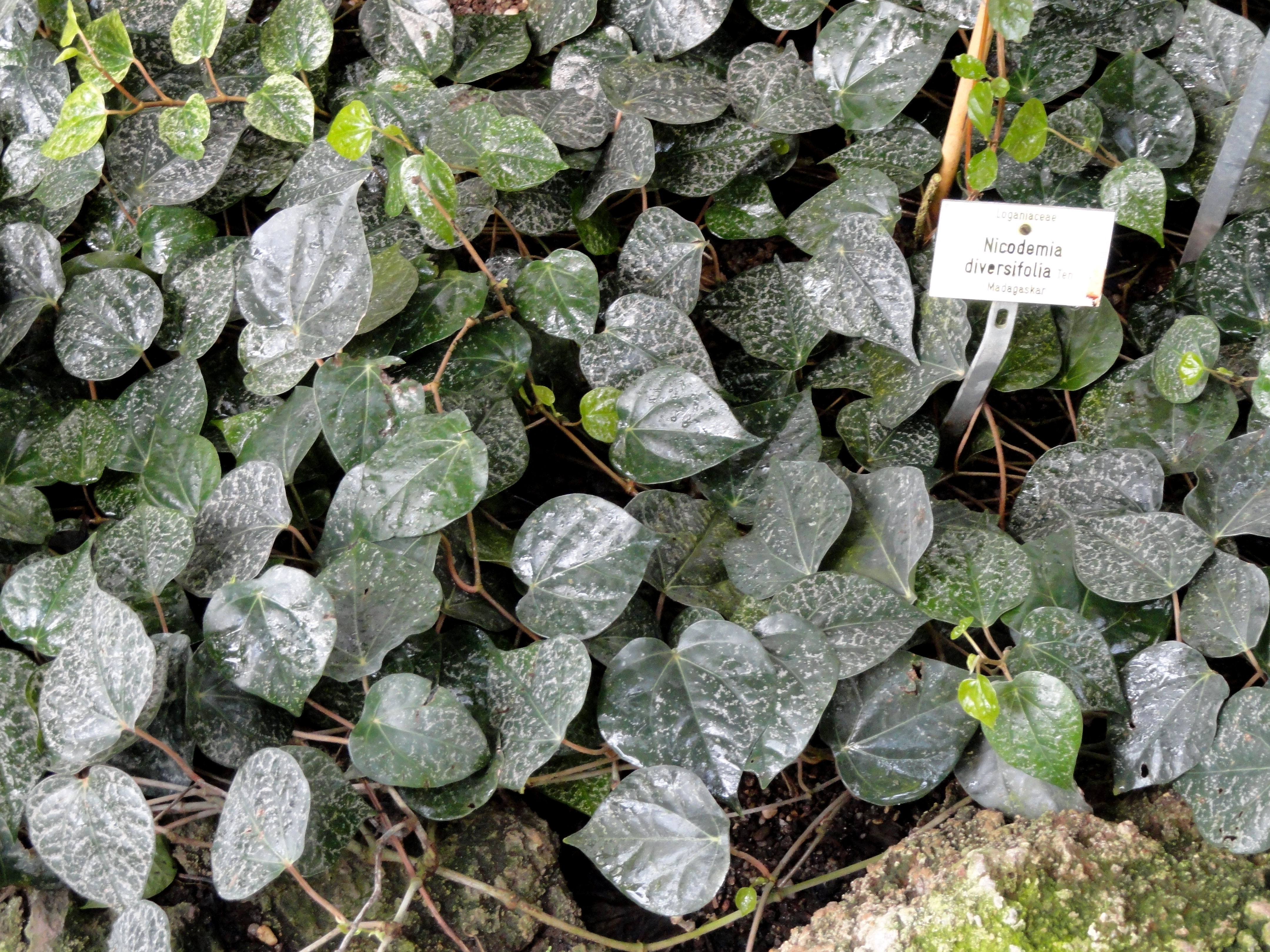
Le foglie
Nicodemia diversifolia

Le foglie sono cauline ed hanno una disposizione opposta, raramente alternata o verticillata. Sono da sessili a picciolate e con lamine semplici e venature pennate. I margini sono interi, seghettati, crenati o dentati. L'indumento può essere formato da peli multicellulari stellati o ghiandolari. Le stipole sono assenti. Sono inoltre riunite da una linea stipulare trasversale.

### Infiorescenze

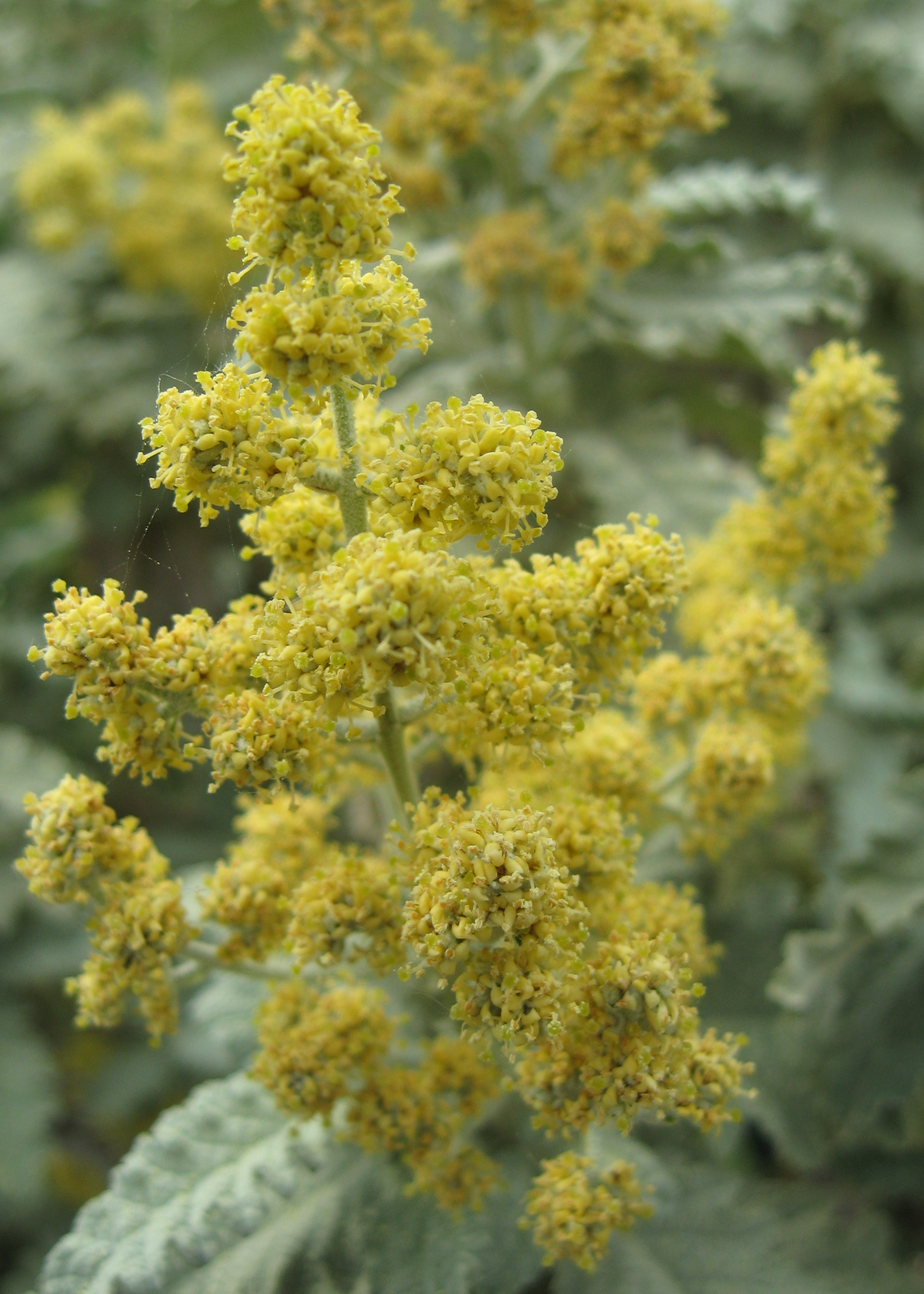
Infiorescenza
Buddleja glomerata (Chilianthus lobulatus)

Le infiorescenze sono cimose o di vario tipo (generalmente sono tirsoidi o racemose); le forme sono globose, pannocchie o capolini. In Gomphostigma i fiori sono singoli.

### Fiori

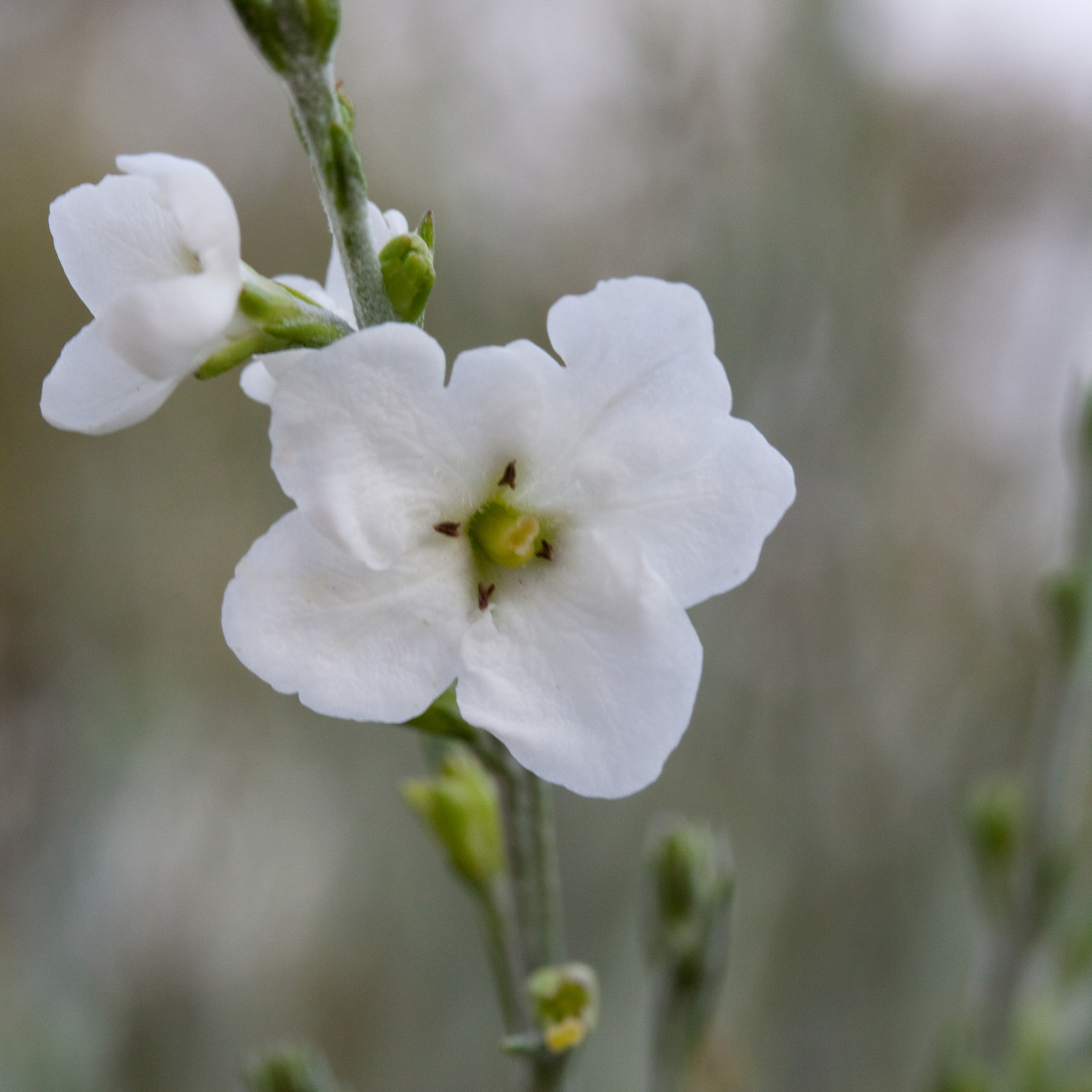
I fiori
Gomphostigma virgatum

I fiori sono normalmente ermafroditi, più o meno actinomorfi (ad eccezione dei lobi ineguali del calice), sono tetraciclici (ossia formati da 4 verticilli: calice– corolla – androceo – gineceo) e tetrameri (i verticilli del perianzio hanno più o meno 4 elementi ognuno).
- Formula fiorale:

X K (4), [C (4) A 4 o 2+2 o 2], G (2), supero, capsula.
- Il calice, gamosepalo, con forme campanulate, simili a un cappuccio o tubulari, termina spesso con quattro lobi ineguali (ma non bilabiati). Inoltre è persistente.

- La corolla, gamopetala, è formata da un tubo a forma di un imbuto (in Emorya il tubo della corolla è lungo 25 - 35 mm) o di un vassoio o è campanulato e termina con dei lobi (in numero di quattro) embricati o valvati; in altri casi la corolla è simile ad una coppa/tazza. I colori sono bianco, giallo, porpora o rosa.

- L'androceo è formato da 4 stami didinami inclusi (sporgenti in Chilianthus,Gomphostigma e Emorya) e inseriti nella parte superiore del tubo della corolla con disposizione alterna rispetto ai petali. Le antere, libere, sessili o subsessili e non sagittate, sono tetrasporangiate, introrse e biloculari. Le teche si aprono per mezzo di un'unica fessura longitudinale. I granuli pollinici sono del tipo 3-4-colporato.

- Il gineceo è bicarpellare (sincarpico - formato dall'unione di due carpelli connati). L'ovario (biloculare; raramente a 4 celle) è supero. Gli ovuli sono anatropi. Lo stilo è unico ed ha uno stigma bilobo. Il disco nettarifero in genere è presente.

### Frutti
I frutti sono delle capsule biloculari, raramente delle bacche (Nicodemia). I semi sono da 4 a 100 ed hanno l'endosperma; talvolta sono alati.

## Biologia
Le specie di questo raggruppamento si riproducono per limpollinazione tramite insetti (impollinazione entomogama).
La dispersione dei semi avviene inizialmente a causa del vento (dispersione anemocora); una volta caduti a terra sono dispersi soprattutto da insetti tipo formiche (mirmecoria).

## Distribuzione e habitat
La distribuzione delle specie di questa tribù è abbastanza cosmopolita con habitat da temperati a subtropicali (o tropicali in regioni montuose dell'America, Africa e Asia).

## Tassonomia
La famiglia delle Scrofulariacee comprende 59 generi e oltre 1800 specie. La famiglia è caratterizzata soprattutto dai fiori zigomorfi (bilabiati), dai sepali e petali connati, dagli stami in numero di 4 (un quinto è staminoide), dai filamenti adnati alla corolla, dalle antere biloculari e dall'ovario formato da 2 carpelli.

### Generi
La tribù si compone di 2 generi :
- Buddleja L., 1753 (111 spp.)
- Gomphostigma Turcz., 1843 (2 spp)

### Specie della flora spontanea italiana
Nella flora spontanea italiana, di questa tribù, è presente solamente una specie:
- Bddleja davidii L, 1753 - Distribuzione italiana: Nord dell'Italia (la distribuzione è considerata solamente "esotica naturalizzata").[10][13]

### Filogenesi
La prima descrizione di questo gruppo si è avuta all'interno della ex-famiglia Buddlejaceae (ordine "Contortae"). In seguito con la "Classificazione Cronquist" l'ordine è stato cambiato in quello delle Scrophulariales. Infine con il nuovo tipo di Classificazione filogenetica la famiglia è stata ridotta a una tribù all'interno della famiglia Scrophulariaceae (ordine Lamiales).  Alcuni autori in passato avevano descritto il genere Buddleja all'interno della famiglia Loganiaceae.
Il clade formato dai generi di questa tribù, da un punto di vista filogenetico, risulta fortemente supportato (è quindi monofiletico) All'interno della famiglia la tribù Buddlejeae risulta "gruppo fratello" della tribù Teedieae.
I caratteri plesiomorfici (ereditarietà di tratti provenienti dagli antenati) della tribù sono:
- le infiorescenze panicolate;
- le corolle bianche e tubolari;
- gli stami inclusi;
- i frutti a capsula.